# Élection partielle fédérale 2024 dans LaSalle—Émard—Verdun
Une élection partielle a eu lieu dans la circonscription fédérale de LaSalle—Émard—Verdun au Québec, Canada, le 16 septembre 2024, à la suite de la démission du député libéral sortant David Lametti.
Bien que la circonscription soit considérée comme un « bastion » pour les libéraux, certains s'attendaient à ce que l'élection partielle soit une course serrée entre les libéraux, le NPD et le Bloc québécois qui, avec le candidat 
Louis-Philippe Sauvé, l'emporte finalement.
L'élection partielle a eu lieu le même jour que celle d'Elmwood—Transcona au Manitoba.

## Arrière-plan
La circonscription de LaSalle—Émard—Verdun a été libérée le 1er février 2024, à la suite de la démission du député libéral David Lametti. Lametti avait remporté le siège en 2015. Avant un remaniement ministériel en juillet 2023, il avait été ministre de la Justice et procureur général dans le gouvernement de Justin Trudeau.

## Circonscription électorale
La circonscription est une circonscription urbaine francophone située dans la partie sud-ouest de Montréal contenant des parties des arrondissements du Sud-Ouest, Verdun et LaSalle. La circonscription est détenue par les libéraux depuis sa création en 2015. Avant 2015, ce secteur de la ville était divisé en deux circonscriptions différentes, Verdun étant dans une circonscription (Jeanne-Le Ber de 2004 à 2016) et LaSalle et les secteurs Ville-Émard étant dans une autre (LaSalle—Émard de 1988 à 2015). Les deux circonscriptions sont devenues NPD lors de la « vague orange » des élections fédérales canadiennes de 2011. Avant 2011, la région de LaSalle—Émard était majoritairement libérale, tandis que Verdun l'était moins, le Bloc l'ayant détenue de 2006 à 2011.

## Candidats

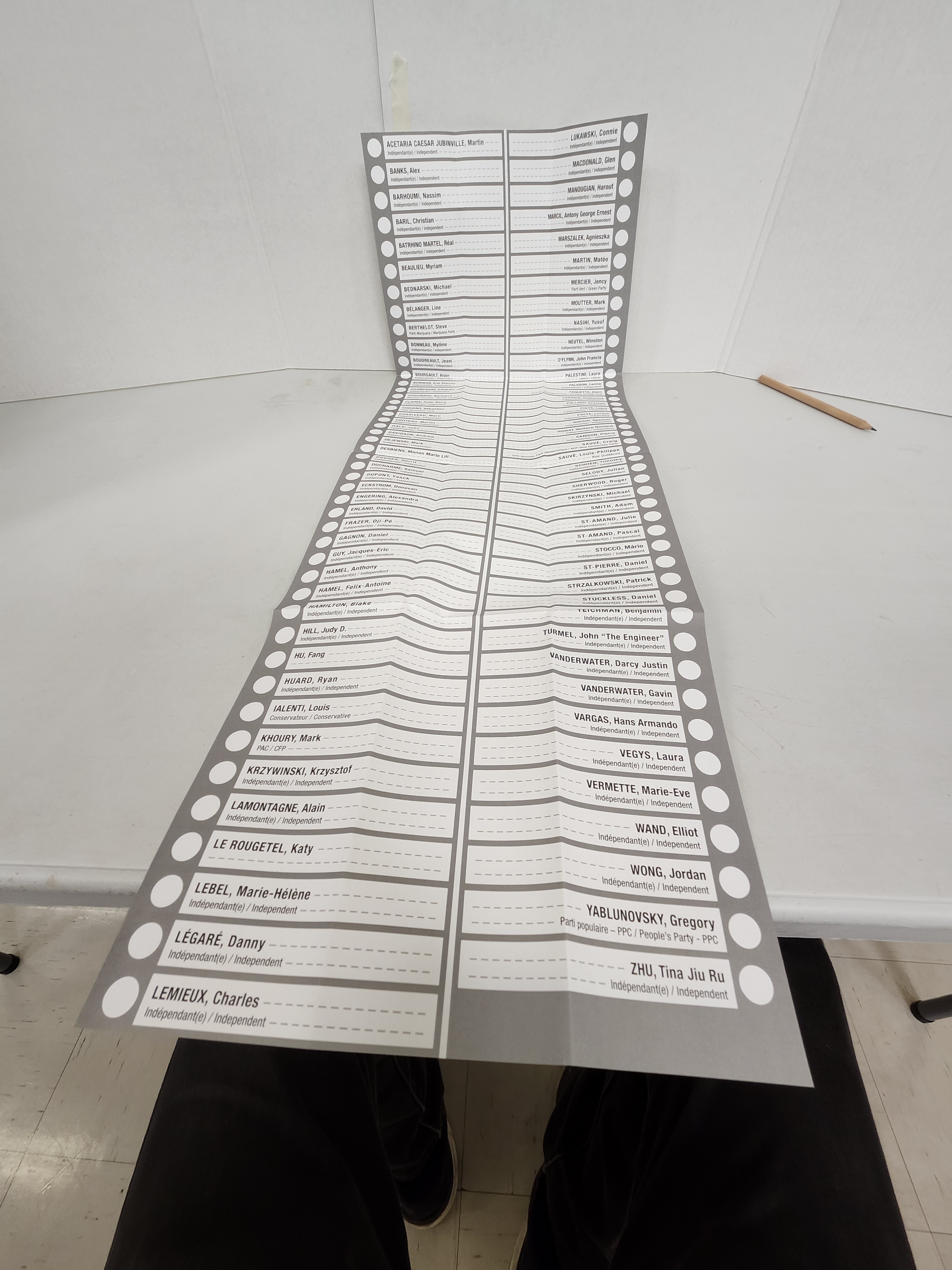
Bulletin de vote comprenant 91 candidats

Le 19 juillet, la conseillère municipale de Montréal, Laura Palestini, a été choisie par les libéraux comme candidate parmi d'autres candidats à l'investiture comme Eddy Kara, stratège politique, Christopher Baenninger, candidat libéral du Québec dans Sainte-Marie–Saint-Jacques en 2022 et Saint-Henri–Sainte-Anne en 2023 et Lori Morrison, commissaire de la division électorale 1 de la Commission scolaire Lester-B.-Pearson. Le parti a approché Charles Milliard, président de la Fédération des chambres de commerce du Québec, pour se présenter comme candidat à l'élection partielle. Il a finalement refusé de se présenter, préférant se présenter à la course à la direction du Parti libéral du Québec de 2025.
Le 28 mars, Craig Sauvé, conseiller municipal indépendant du district de Saint-Henri—Petite-Bourgogne—Pointe-Saint-Charles, a annoncé qu'il se présentait candidat à l'investiture du Nouveau Parti démocratique. Il a été officiellement désigné candidat le 28 avril.
Le 19 juillet, le Parti conservateur a annoncé que son candidat serait Louis Ialenti, un propriétaire de petite entreprise. Il était auparavant le candidat conservateur dans Saint-Léonard—Saint-Michel en 2021.
Le candidat du Bloc québécois sera Louis-Philippe Sauvé, coordonnateur des communications et de l'administration à l'Institut de recherche en économie contemporaine.
Gregory Yablunovsky sera le candidat du PPC. Il était auparavant le candidat du parti dans Saint-Laurent en 2021 et La Prairie en 2019.
Le 27 mai, il a été annoncé que Jency Mercier avait remporté la course à l'investiture du Parti vert.
Alain Paquette sera le candidat du Parti de l'héritage chrétien.
Le 17 juillet, le Parti Rhinocéros a annoncé que le chef du parti, Sébastien CoRhino, serait le candidat.
Le Comité du bulletin le plus long a annoncé qu'il visait l'élection partielle de LaSalle—Émard—Verdun, ce qui fait que 77 candidats indépendants affiliés à l'organisation se présentent à ce siège.
Le 14 août, le Parti avenir canadien nouvellement formé a annoncé son candidat aux élections, Mark Khoury.